# Route nationale 587
Die N587 war von 1933 bis 1973 eine französische Nationalstraße, die in zwei Teilen zwischen Esplantas und Espalion verlief. Ihre Gesamtlänge betrug 95 Kilometer.